# جیانیانگ
جیانیانگ (به لاتین: Jianyang District) یک county-level city در جمهوری خلق چین است که در نانپینگ واقع شده‌است.

## نگارخانه

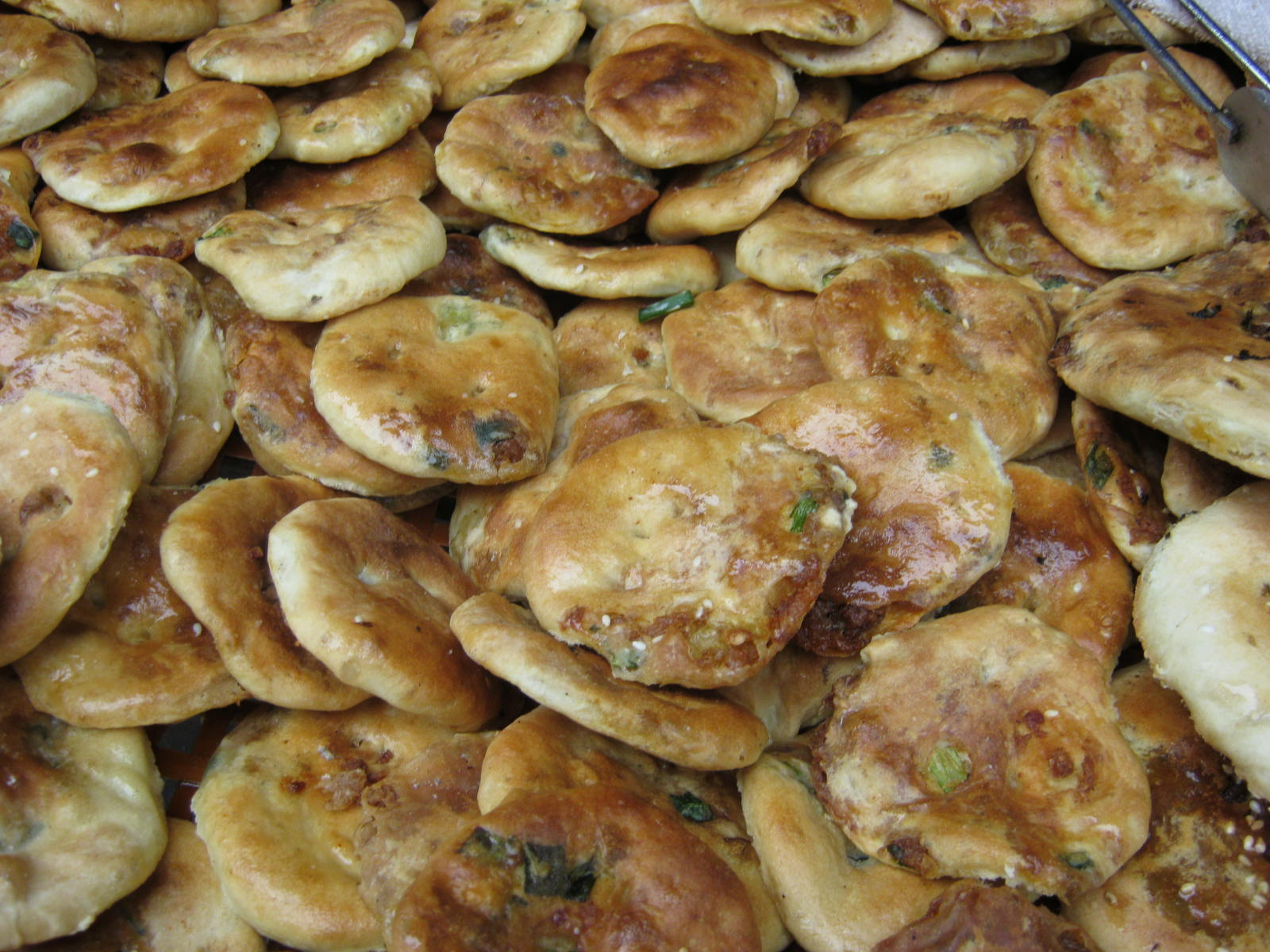
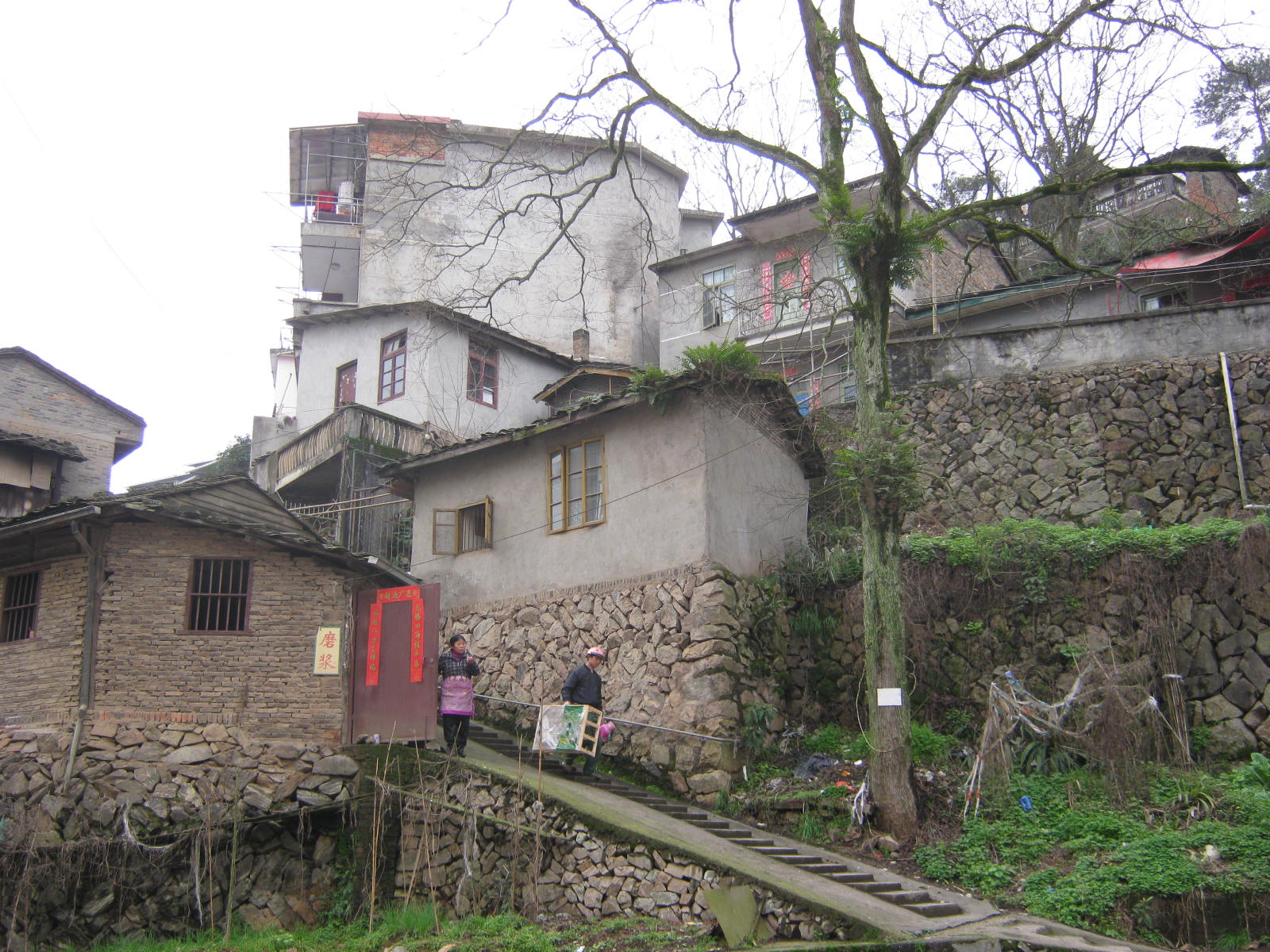
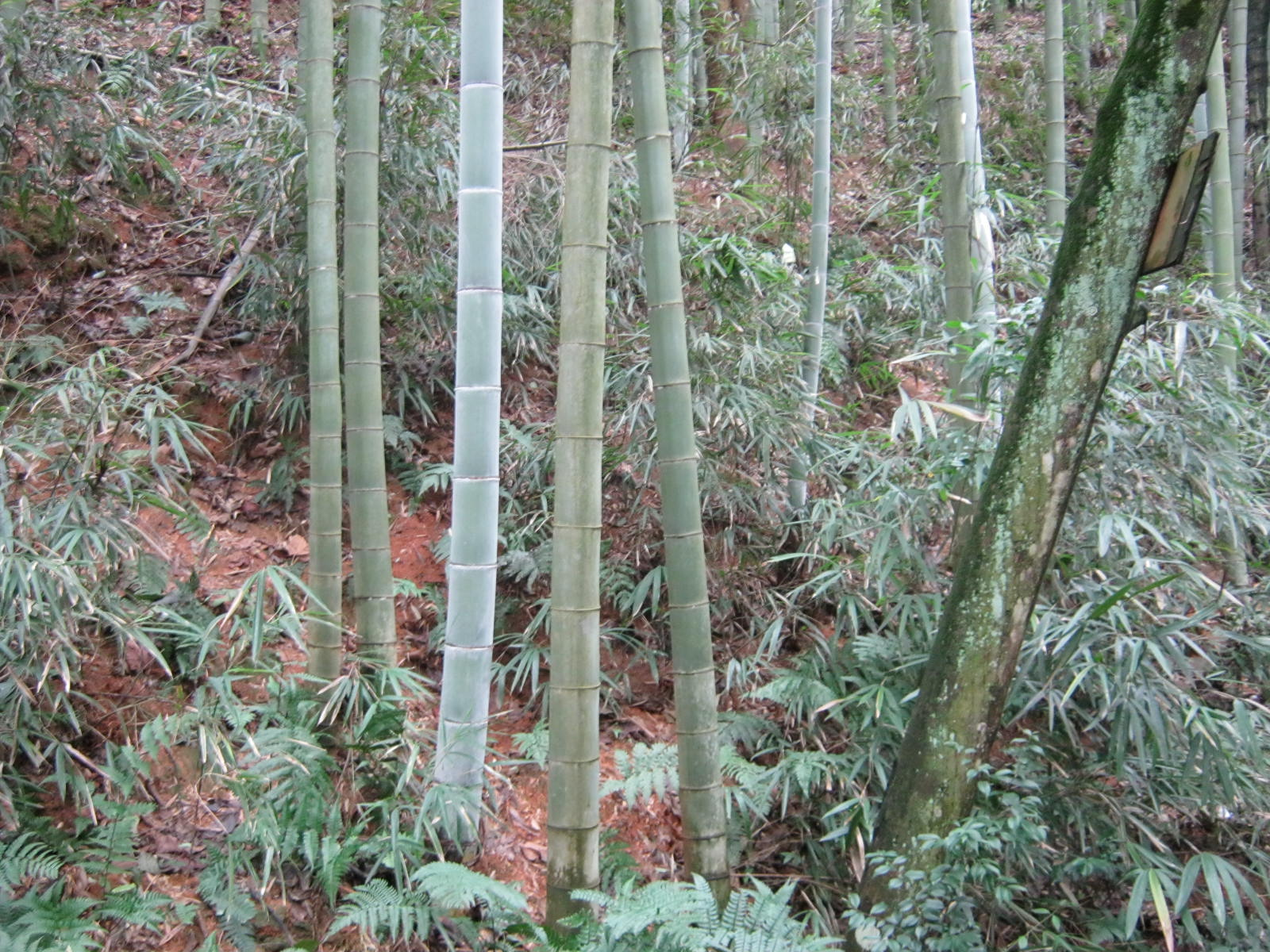
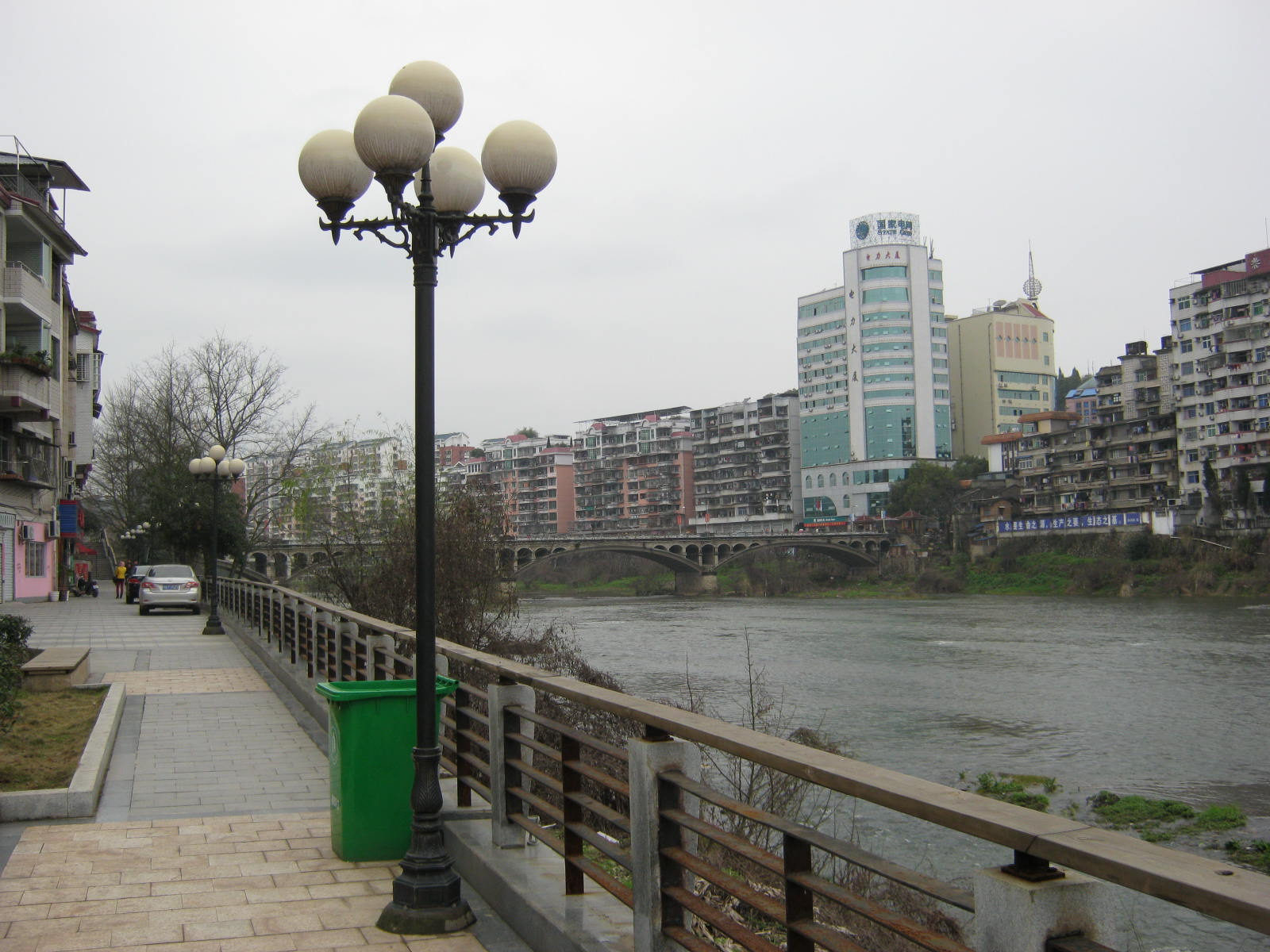
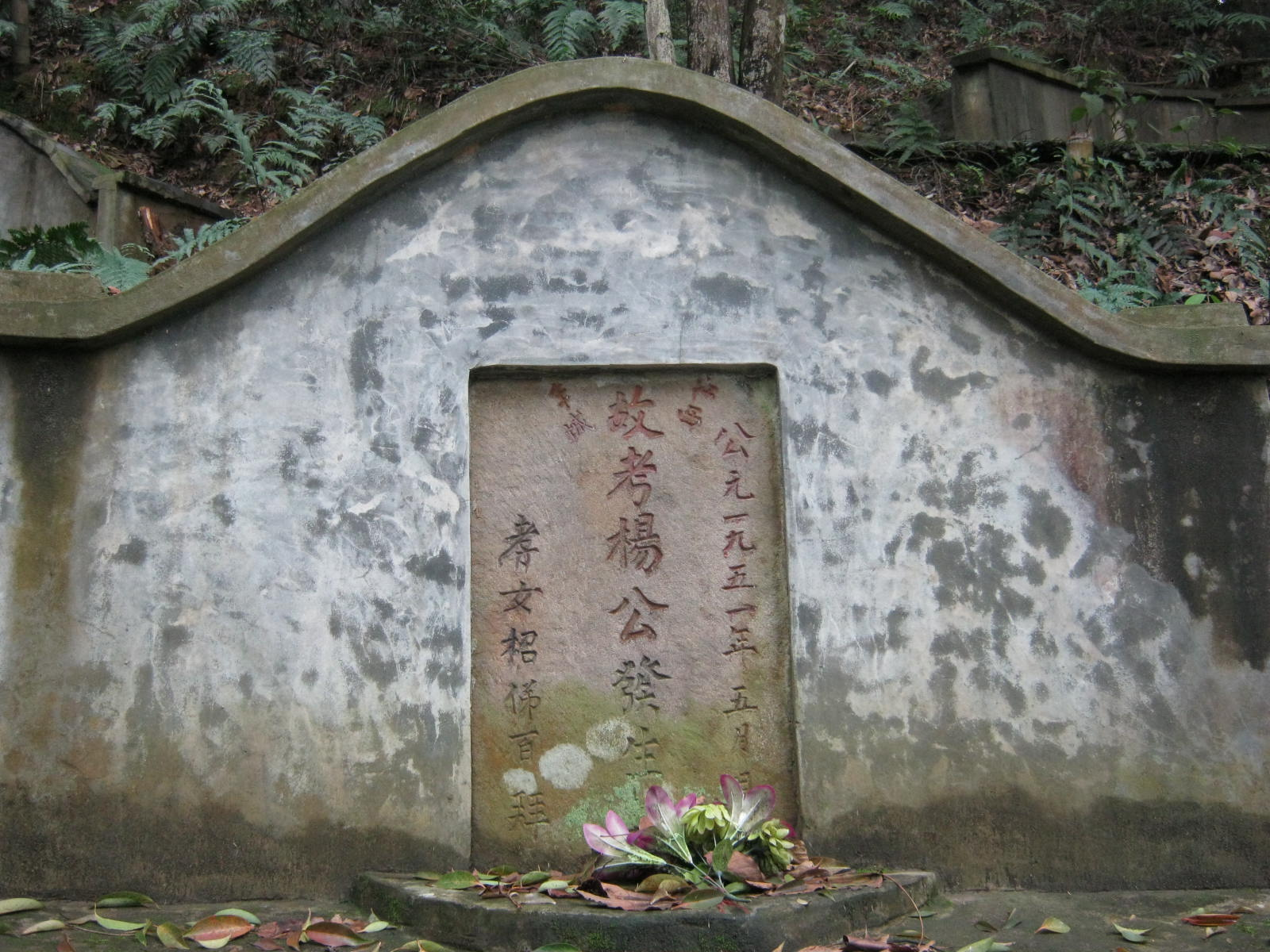
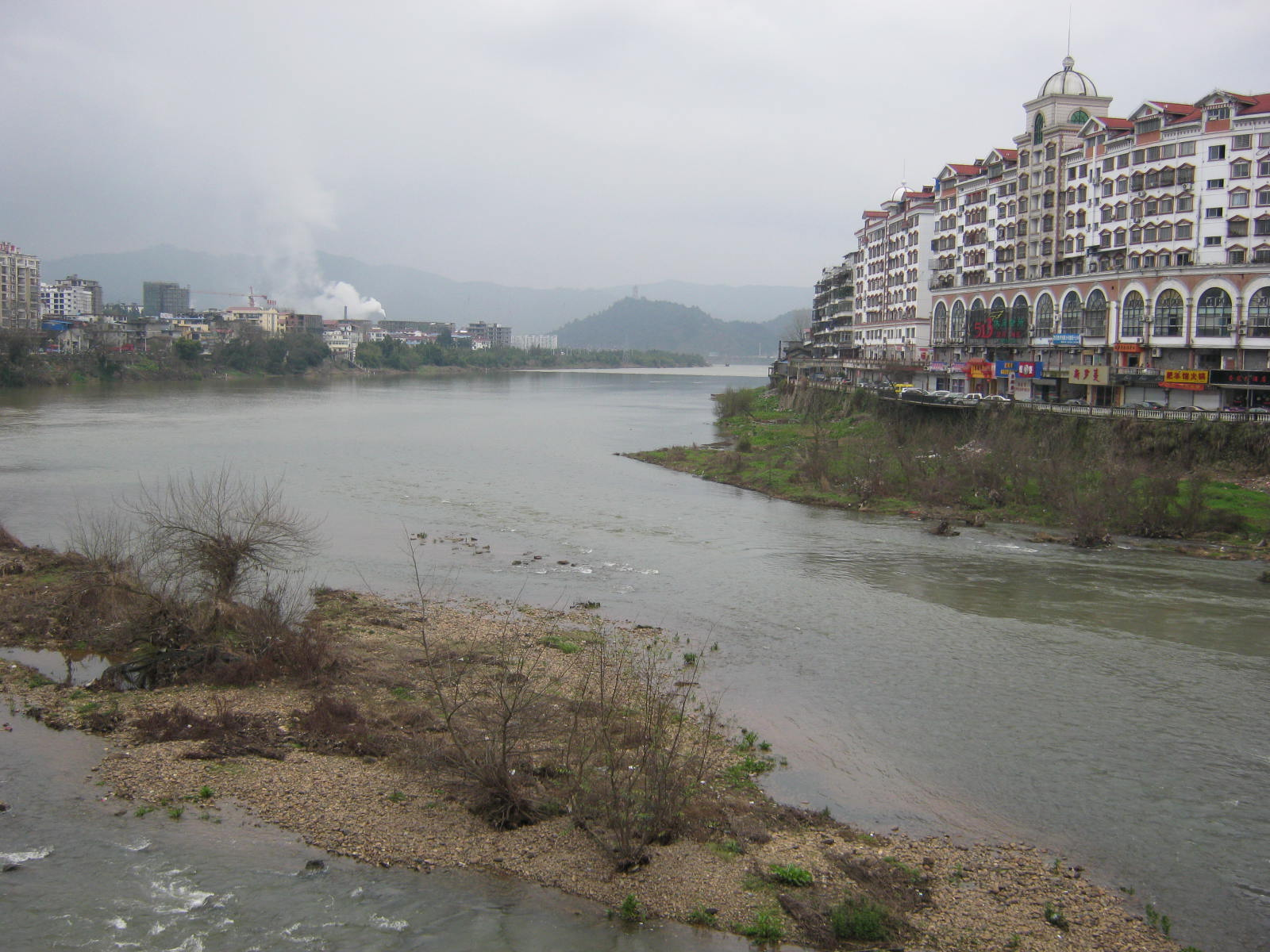

## خصوصیات
جیانیانگ  ۳۳۸٬۶۹۹ نفر جمعیت دارد.